# Pirata Zulmiro
O Pirata Zulmiro, conhecido como Francis Hodder ou João Francisco Inglês (1798, Cork - 1889, Curitiba), foi um pirata britânico que se estabeleceu no Brasil.  
Embora por muito tempo tenha sido considerado uma lenda urbana curitibana, em 2018, o pesquisador e arqueólogo autodidata Marcos Juliano Ofenbock comprovou sua existência após 15 anos de estudo, mostrando que Zulmiro realmente existiu e viveu no bairro Pilarzinho, em Curitiba.

## Como era a lenda
A lenda associada a ele dizia que o Pirata Zulmiro, um britânico que morou em Curitiba no século XIX, teria escondido um baú repleto de joias e ouro em um túnel sob um antigo cemitério no bairro das Mercês. Essa história levou inúmeros moradores e forasteiros a procurar o tesouro, transformando-se em uma das lendas urbanas da cultura curitibana.

## Verdadeira história
No entanto, em novembro de 2018, a história de Zulmiro ganhou contornos de realidade. Francis Hodder, o verdadeiro nome do pirata, nasceu em Cork, Irlanda, em 1798, quando a cidade ainda fazia parte da Inglaterra. Oriundo de uma família rica e privilegiada, ele foi educado no renomado Eton College, frequentado pela elite britânica e até mesmo príncipes. Após concluir os estudos, Hodder ingressou na Marinha Britânica, mas sua vida mudou drasticamente após matar um oficial durante um desentendimento. Para escapar da corte marcial e a forca, ele desertou, adotou o nome Zulmiro e se juntou a um grupo de piratas.
Como pirata, participou de diversos saques e pilhagem, incluindo o famoso roubo do tesouro da Catedral de Lima, no Peru, ao lado de outros dois piratas, José Sancho e o enigmático Zarolho, de origem russa. Este roubo, ocorrido em 1821, seria conhecido como um dos maiores saques da História da América do Sul: o ataque a um barco espanhol que transportava riquezas extraídas do Peru, antes da independência daquele país. O tesouro, conhecido como o Tesouro de Lima, até hoje não foi encontrado, supostamente teria sido escondido na Ilha da Trindade, no Espírito Santo.
Em 1831, ele foi capturado por Keppel, comandante de um navio de guerra inglês. No entanto, os dois eram velhos amigos, tendo se conhecido durante o serviço na Marinha Real Inglesa. Para evitar enforcar o antigo companheiro, Keppel simulou a fuga do pirata na costa sul do Brasil, com a condição de que ele se afastasse para o interior do continente e deixasse a vida de crimes. Após nove dias de viagem, ele subiu a serra e chegou à pequena vila de Curitiba, que na época tinha cerca de três mil habitantes. Lá, viveu em uma região afastada, onde os moradores o chamavam de "velho do mato", sem saberem de seu passado como pirata.
Após sua vida de pirataria, Zulmiro viveu por mais de 50 anos em Curitiba, sob o nome de João Francisco Inglês, levando uma vida comum. Ele morreu em 1889, aos 91 anos, sendo sepultado no Cemitério Municipal São Francisco de Paula, onde anos depois sua história foi finalmente descoberta e revelada, encerrando o mistério que o cercava.

## Reconhecimento
A Prefeitura de Curitiba oficializou o reconhecimento dos documentos que comprovam a existência do pirata Zulmiro na cidade. Durante uma cerimônia no Memorial de Curitiba em 2019, destinada a alunos de escolas municipais, o então prefeito Rafael Greca declarou que, com essa comprovação, a lenda do pirata Zulmiro deixou de ser apenas uma estória fictícia e passou a fazer parte da história oficial da capital paranaense.
“A lenda que eu ouvia dos lábios dos meus pais e avós se transformou em história verdadeira, com direito a ossos sepultados no Cemitério Municipal e até certidão de óbito no Cartório Eclesiástico da Matriz de Nossa Senhora da Luz dos Pinhais (em referência aos documentos encontrados e oficializados). Por isso eu convidei o pirata Zulmiro (disse em referência ao pesquisador Marcos presente durante a cerimônia) para vir aqui no Memorial de Curitiba e entrar pela porta da frente na nossa história” - Rafael Greca
Em 2024, a prefeitura curitibana também inaugurou uma praça em homenagem à história do Pirata Zulmiro e seu pesquisador. A Praça do Pirata Zulmiro, em Curitiba, conta com uma placa comemorativa doada pela Sociedade Britânica do Paraná. Inspirada no design das icônicas "Blue Plaques" do Reino Unido, a placa celebra as ligações históricas entre o pirata Zulmiro e a cidade, além de fortalecer a conexão cultural com o Reino Unido. Essa iniciativa também homenageia a pesquisa de Marcos Juliano Ofenbock, que relacionou a lenda urbana de Zulmiro à história real e marítima do Reino Unido e sua relação com o Paraná.
Foi uma honra acompanhar e fazer parceria com a pesquisa de Marcos. A perspectiva de um pirata britânico esquecido, até agora, que viveu em Curitiba, no sul do Brasil, a 6000 milhas de distância do Reino Unido, é uma perspectiva fantástica e tentadora [...] Esperamos que a nossa placa azul sirva como um marco histórico que contribua para o património cultural da cidade de Curitiba. - Adam Patterson, um dos fundadores da British Society, o Cônsul Honorário Britânico no Paraná, 